# Herb gminy Perzów
Herb gminy Perzów – jeden z symboli gminy Perzów, autorstwa Zygmunta Piaseckiego, ustanowiona 23 lipca 1991.

## Wygląd i symbolika
Herb przedstawia na tarczy dzielonej z prawa w skos w polu lewym wizerunek zielonego smoka, ziejącego czerwonym ogniem, a w polu prawym czarno-złotą szachownicę, nawiązującą do Piastów śląskich. 